# Ротенбург, Иосиф Соломонович
Ротенбург, Иосиф Соломонович (12.01.1908, Челябинск — 02.01.1983, Саратов) — кандидат технических наук,  доцент, преподаватель Саратовского политехнического института (СПИ), участвовал в сооружении крупных автодорожных и железнодорожных мостов.

## Преподавательская деятельность
В апреле 1948 года на дорожно-строительном факультете Саратовском автомобильно-дорожном институте имени В.М. Молотова была создана кафедра «Гидравлика и гидравлические машины с сантехникой», которую возглавил доцент И. С. Ротенбург и руководил ею до 1972 года. Направление научно-исследовательской работы кафедры - проектирование мостовых переходов. И.С. Ротенбург был учеником выдающегося отечественного ученого в области проектирования автомобильных дорог, профессора Г.Д. Дубелира.  .

## Научная и практическая деятельность
И.С. Ротенбург внес значительный вклад в развитие мостовой гидравлики и гидрологии. В 1960-е гг. одним из первых в СССР произвел гидравлические расчеты групповых отверстий, разработал методы расчета подпора уровня воды (формула И.С. Ротенбурга ) на мостовых переходах , метод расчета подмостового русла ,  позже развил эти методы с применением ЭВМ . Расчетные методы, предложенные И.С. Ротенбургом учтены при составлении нормативных строительных документов , а также в современных компьютерных вычислениях .

### Научно-методические труды
- Под редакцией И.И. Прокофьева, В.И. Каминского, Г.И. Климчицкого, К.И. Штауба, К.П. Севрова, И.С. Ротенбурга. Труды Саратовского автомобильно-дорожного института имени В. М. Молотова. Сб. 3. — Саратов: Саратовское областное государственное издательство, 1939.
- М. Е. Гольдин, Г. Д. Дубелир,  В. С. Зимницкий, Б. Г. Корнеев, М. Н. Кудрявцев, И. С. Ротенбург, М. С. Фишельсон. Под редакцией Г.Д. Дубелира. Изыскания автомобильных дорог : учебник для автодорожных институтов. Ч.1. — Москва: Наркомхоз РСФСР, 1939. — 290 с.
- И. С. Ротенбург. Вопросы гидравлического расчета и назначения отверстий мостов на переходах через равнинные реки. — Саратов: Саратовский государственный университет, 1960. [9]

- И. С. Ротенбург. Мостовые переходы с отверстиями на поймах. — Москва: Дориздат, 1951. — 104 с. [10]

- И. С. Ротенбург, М. П. Поляков, Н.В. Золотарев, В.А. Лавровский. Проектирование мостовых переходов через большие водотоки : учебное пособие для вузов по специальности  «Мосты и тоннели» железнодорожных и автомобильно-дорожных вузов и факультетов. — Москва: Высшая школа, 1965. — 335 с.[11]

В книге изложены теоретические основы и практический опыт проектирования и изысканий мостовых переходов. Значительное место отведено расчетам, производимым для обоснования генеральных размеров сооружений мостовых переходов, даются примеры расчетов. Книга предназначена в качестве учебного пособия для студентов железнодорожных и автодорожных институтов и факультетов, а также руководства для инженерно-технических работников.
- И.С. Ротенбург, В.С. Вольнов. Примеры проектирования мостовых переходов. — Москва: Высшая школа, 1969. — 284 с.[11]

В книге изложена методика проектирования мостовых переходов через средние и большие реки и приведены примеры их проектирования. Значительное место отводится расчетам, которыми обосновываются размеры сооружений.
- И. С. Ротенбург. Наставление по изысканиям и проектированию железнодорожных и автодорожных мостовых переходов через водотоки. Параграфы 55,56. — НИМП, 1972. [12]

- И. С. Ротенбург, В. С. Вольнов, М. П. Поляков. Мостовые переходы : учеб. пособие для студентов вузов специальности «Мосты и тоннели». — Москва: Высшая школа, 1977. — 328 с. [11]

## Память
И.С. Ротенбург принадлежал к плеяде преподавателей Саратовского автодорожного института, оставивших след в биографиях своих учеников. Студенты-выпускники 1941 года, которые прошли Великую Отечественную войну в составе дорожных и инженерно-строительных войск, а в послевоенное время работали на реконструкции важнейших магистралей СССР,  вспоминали:

«В наших благодарных сердцах навсегда останутся добрые чувства и воспоминания о воспитателях профессорах Климчицком, Плохове, Милашечкине, Кахцазове, Быковском, Броке, Каминском, Бойницком, Ротенбурге и других преподавателях, которые с душой передавали нам свои знания и прививали любовь к инженерному делу.»— Н. Лиханин, С. Аргутин, А. Пьяных, В. Офицеров, М. Киселев, В. Косарев, В. Попов, В. Лодкин, Н. Юргазин, А. Абызгильдин . Письмо выпускников 41-го / За инженерные кадры. - 22 октября 1980 г. - № 32 (987)